# П'єр Бертран де Баланда
П'єр Бертран де Баланда (фр. Pierre Bertran de Balanda, 28 вересня 1887 — 28 березня 1946) — французький вершник.
Срібний призер Олімпійських Ігор 1928 року в індивідуальному конкурі.